# La canica azul

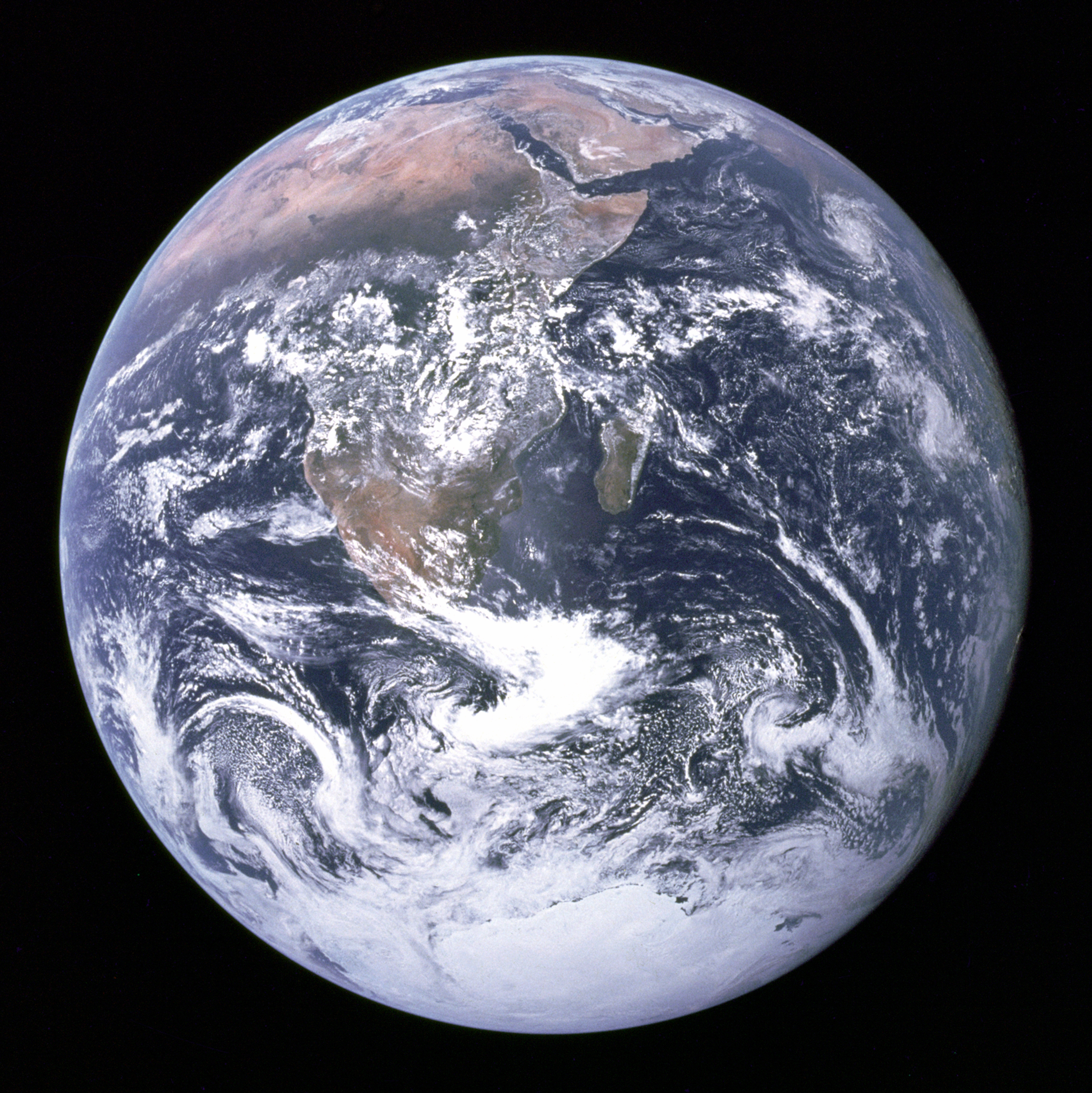
La canica azul. La tierra vista por el Apolo 17 en 1972

La canica azul (en inglés, The Blue Marble) es una imagen de la Tierra tomada el 7 de diciembre de 1972, desde una distancia de aproximadamente 29 000 km de la superficie del planeta. Tomada por la tripulación de la nave Apolo 17 en su camino a la Luna, es una de las imágenes más reproducidas de la historia. Es la primera imagen de la tierra completamente iluminada tomada por una persona, mas no la primera imagen en la cual solo se ve la tierra completa e iluminada, pues imágenes tomadas en 1967 ya lo habían conseguido. 
El nombre de Canica azul ha sido aplicado por la NASA, a partir del año 2012, a una serie de composiciones de imágenes en alta resolución que cubren el planeta, obtenidas mediante diversas fotografías satelitales, en las que se trata de eliminar todo lo posible la nubosidad de los juegos de imágenes, con el empleo de técnicas de stitching y otras, resultando unas composiciones de imágenes digitales, a diferencia de La canica azul, que es una única fotografía analógica, química o convencional.
Muestra principalmente la Tierra desde el Mar Mediterráneo hasta la Antártida. Fue la primera vez que la trayectoria del Apolo permitió fotografiar el casquete polar sur, a pesar de que el hemisferio sur estaba muy cubierto de nubes. Además de la península arábiga y Madagascar, casi toda la costa de África y la mayor parte del Océano Índico son claramente visibles. El continente de Asia Meridional se encuentra en el extremo oriental.
La NASA también ha aplicado el nombre a una serie de imágenes de 2012 que cubren todo el planeta con una resolución relativamente alta. Se crearon buscando entre las fotografías satelitales tomadas a lo largo del tiempo con el fin de encontrar el mayor número posible de fotografías sin nubes para utilizarlas en las imágenes finales.

## La fotografía

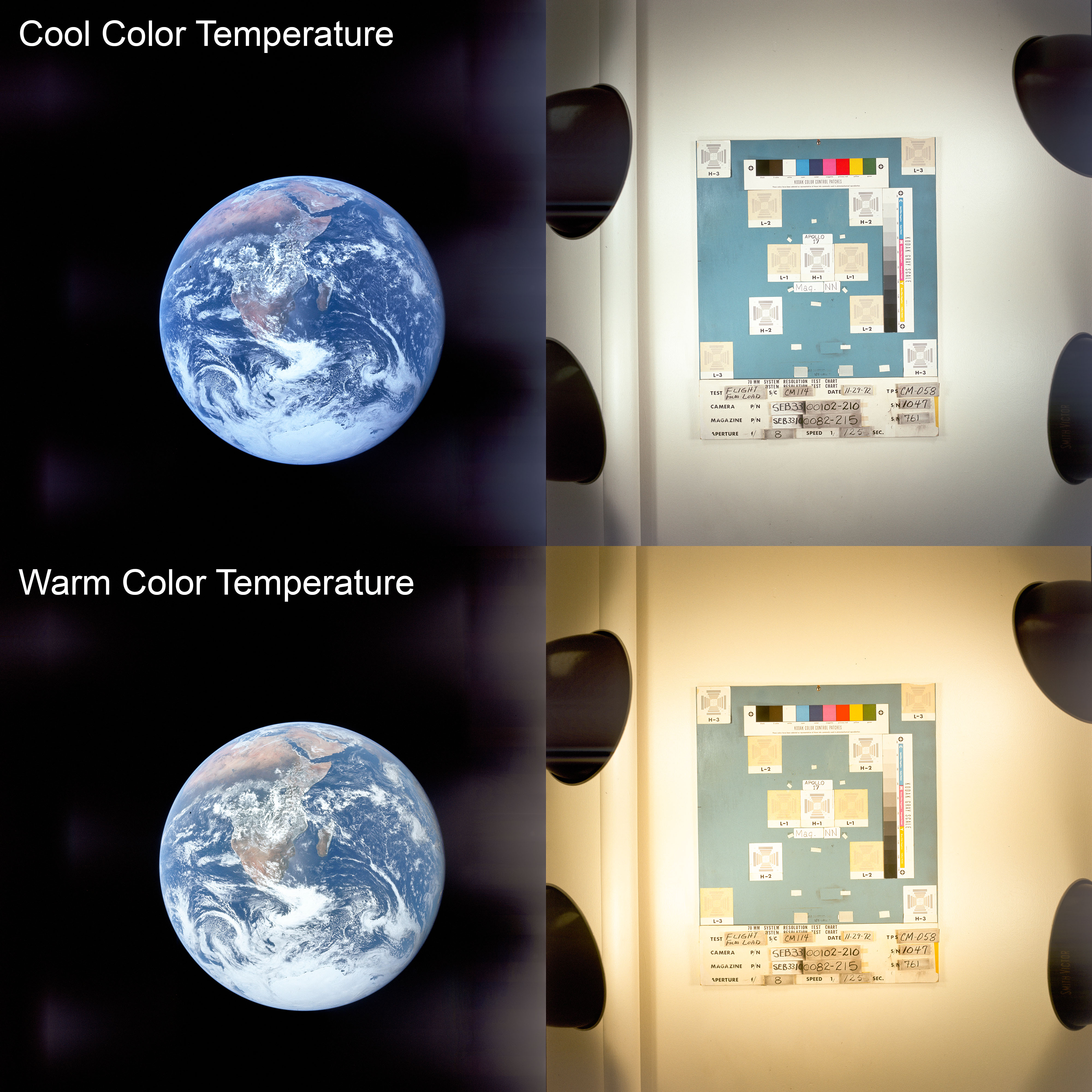
Balance de blancos de La canica azul.

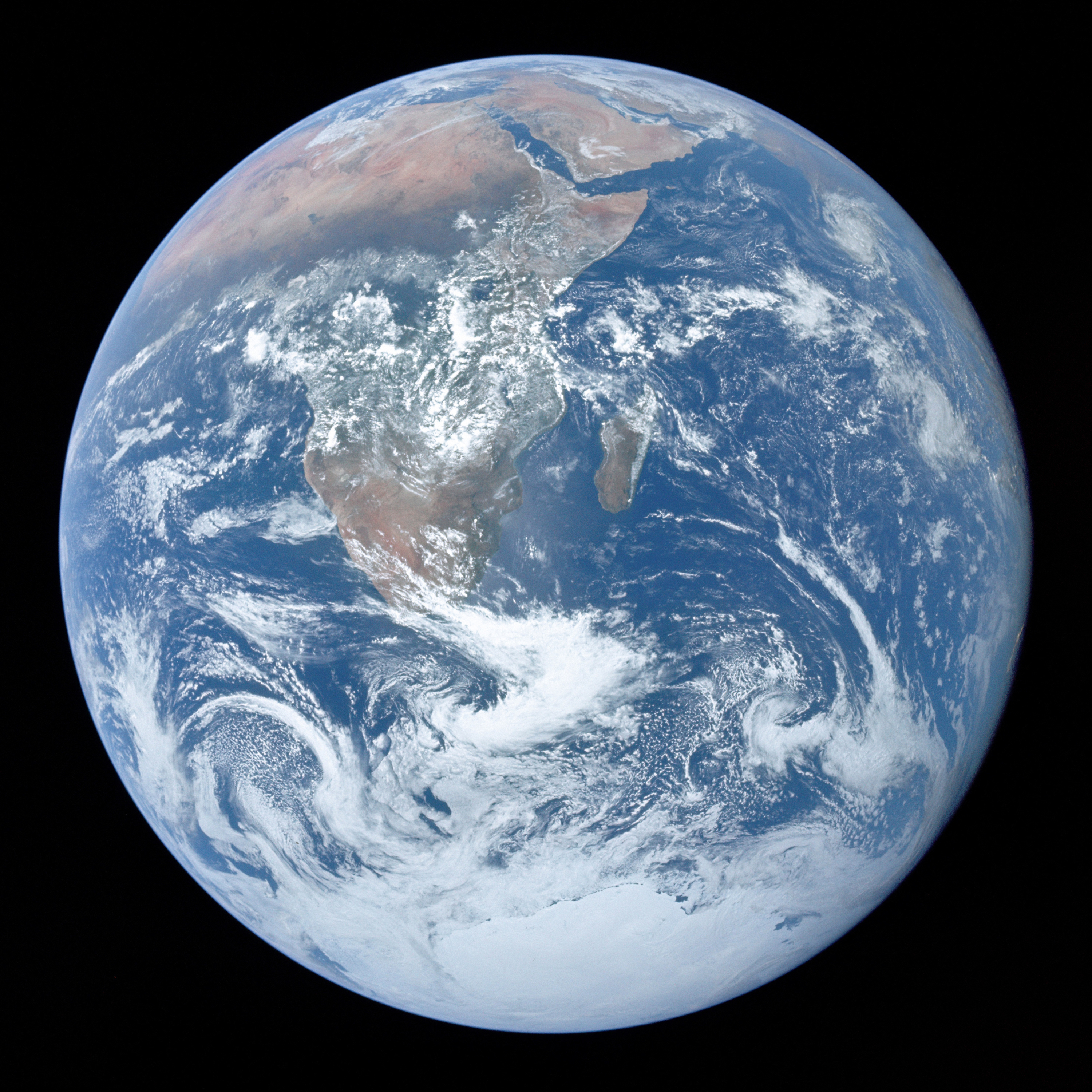
Versión calibrada en color.

La fotografía, obtenida por los astronautas el 7 de diciembre de 1972 a las 05:39 a. m. EST (10:39 UTC), es una de las imágenes con mayor difusión y distribución de las fotografías existentes. Así mismo, es una de las pocas que muestran la Tierra completamente iluminada, ya que los astronautas tenían el Sol detrás de ellos cuando fue obtenida. Para los astronautas, que estaban a 29 000 km de distancia, la sensiblemente Tierra llena tenía la apariencia y tamaño de una canica de vidrio (de ahí el nombre).
La fotografía fue obtenida, originalmente, al revés, "boca abajo", como fue inicialmente distribuida. Posteriormente fue girada, para cumplir las expectativas de orientación, con el norte en la parte superior.

### Historia

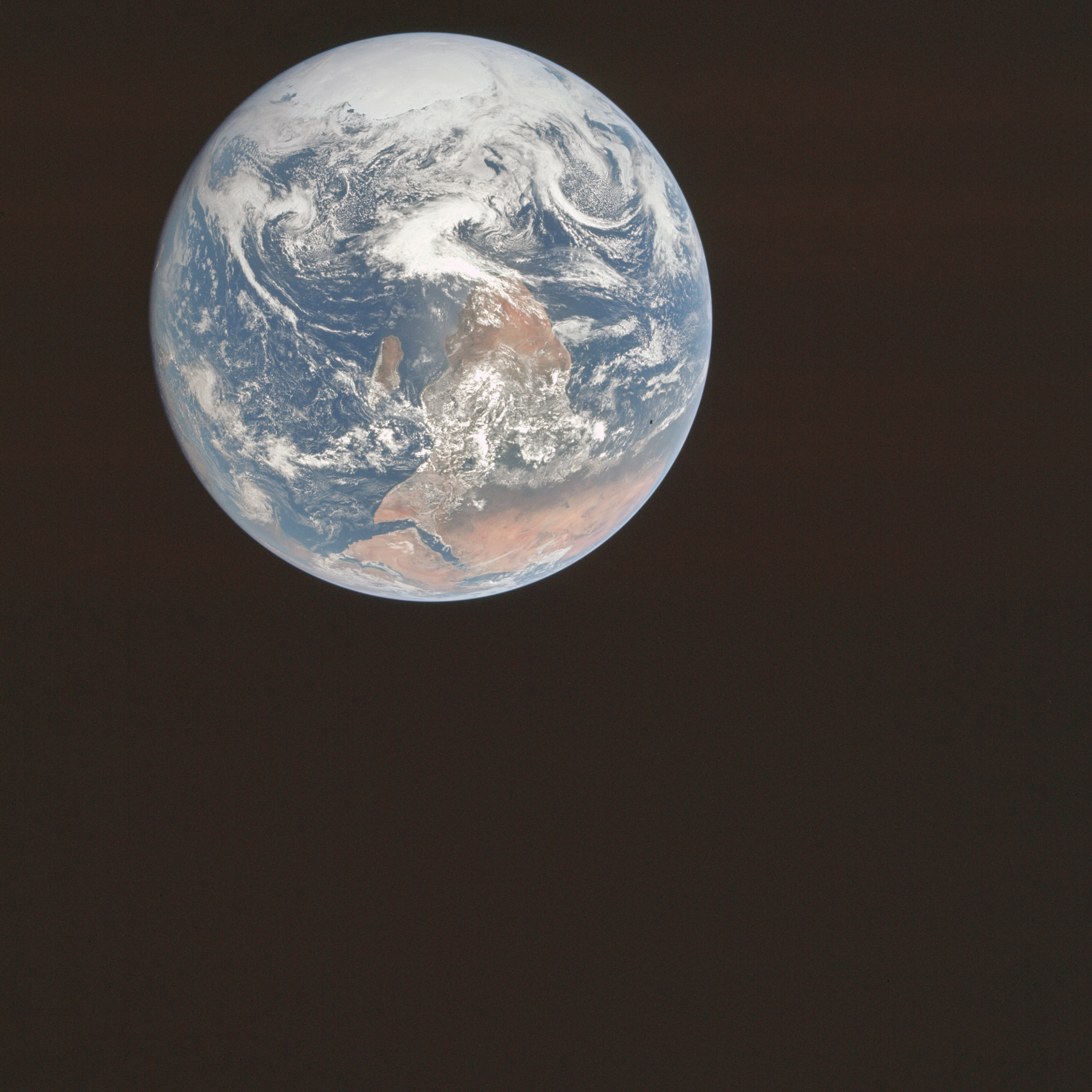
AS17-148-22727, del que se recortó la imagen final.

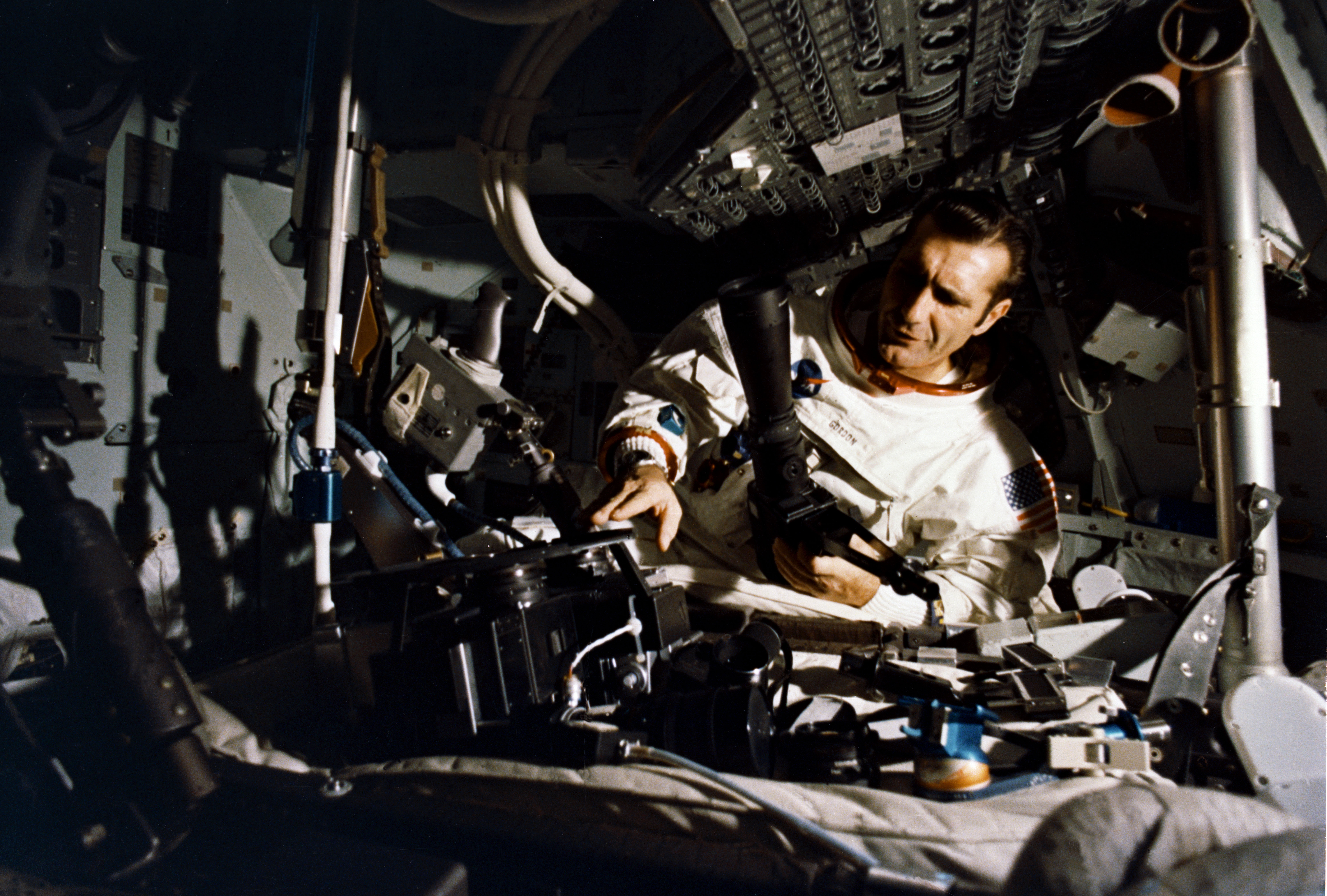
Gordon, de la misión Apolo 12, con una cámara sueca Hasselblad en el simulador.

La fotografía se tomó aproximadamente 5 horas y 6 minutos después del lanzamiento de la misión Apolo 17, y aproximadamente 1 hora y 54 minutos después de que la nave espacial dejase su órbita de estacionamiento alrededor de la Tierra, para comenzar su trayectoria hacia la Luna. La hora del lanzamiento del Apolo 17, 12:33 a. m. EST, significó que África estaba a plena luz del día durante las primeras horas del vuelo de la nave espacial. Con el solsticio de diciembre acercándose, la Antártida también se encontraba iluminada.
El ciclón de Tamil Nadu de 1972 es visible en la parte superior derecha de la imagen. Esta tormenta había provocado inundaciones y fuertes vientos en el estado indio de Tamil Nadu el 5 de diciembre, dos días antes de que se tomara la fotografía.
La designación oficial de la NASA de la fotografía es AS17-148-22727. La fotografía de la NASA AS17-148-22726, tomada justo antes y casi idéntica a la 22727, también se usa como una imagen de la totalidad de la Tierra.
El fotógrafo utilizó una cámara Hasselblad de 70 milímetros con una lente Zeiss de 80 milímetros. La NASA atribuye la imagen a toda la tripulación del Apolo 17, Eugene Cernan, Ronald Evans y Jack Schmitt, ya que todos tomaron fotografías a bordo con la Hasselblad durante la misión, aunque la evidencia examinada después de la misión sugiere que Jack Schmitt fue el fotógrafo.
La Apolo 17 fue la última misión lunar tripulada. Desde entonces, ningún ser humano ha estado lo suficientemente lejos de la Tierra como para fotografiarla entera en una imagen, siendo las imágenes de la totalidad de la Tierra obtenidas por muchas misiones de naves espaciales no tripuladas.
La canica azul no fue la primera imagen clara tomada de una cara iluminada de la Tierra, ya que tomas similares se habían hecho ya en 1967, con el satélite ATS-3. La imagen del Apolo 17, sin embargo, lanzada durante un aumento en el activismo ambiental durante la década de 1970, se convirtió en un símbolo del movimiento ambiental, como una representación de la fragilidad, vulnerabilidad y aislamiento de la Tierra en medio de la vasta extensión del espacio. El archivista de la NASA Mike Gentry ha especulado que La canica azul es una de las imágenes más ampliamente distribuidas en la historia de la humanidad.

## Imágenes posteriores de Blue Marble
Posteriores imágenes similares de la Tierra (incluidas las compuestas en una resolución mucho mayor) también se han denominado Imágenes Canica Azul o Blue Marble, y la frase "canica azul" (así como la imagen) se utiliza con frecuencia, como en la bandera de la Tierra por organizaciones activistas ambientales o empresas que intentan promover una imagen ambientalmente respetuosa. También ha habido un programa de televisión para niños llamado Big Blue Marble, habiéndose escrito diferentes himnos o glosas inspiradas en la "Canica Azul", como el propuesto por el poeta y diplomático Abhay Kumar y su Himno de la Tierra que contiene la frase "todos los pueblos y las naciones del mundo, uno para todos, todos para uno, unidos desplegamos la bandera de la canica azul", la "Blue Marble".

### Serie de imágenes 2001-2004
En 2002, la NASA publicó un amplio conjunto de imágenes captadas por satélite, que incluía imágenes preparadas aptas para ser vistas directamente por el ser humano, así como conjuntos completos aptos para ser utilizados en la preparación de otros trabajos. En ese momento, 1 km/píxel era la imagen más detallada disponible de forma gratuita y permitida para su reutilización sin necesidad de un extenso trabajo de preparación para eliminar la nubosidad y ocultar los datos que faltan, o para analizar formatos de datos especializados. Los datos también incluían conjuntos de imágenes de nubosidad y luces nocturnas ensambladas manualmente de forma similar, con resoluciones más bajas.
En 2005 se realizó un lanzamiento posterior, denominado Blue Marble Next Generation. Esta serie de mosaicos de imágenes digitales fue producida con la ayuda de la criba automatizada de imágenes del Observatorio de la Tierra de la NASA, lo que permitió incluir un globo terráqueo completo y sin nubes para cada mes de enero a diciembre de 2004, con una resolución aún mayor (500 m/pixel). El lanzamiento original de un conjunto de imágenes que cubría todo el globo no podía reflejar la extensión de la cobertura estacional de nieve y vegetación en ambos hemisferios, pero este lanzamiento más reciente modeló de cerca los cambios de las estaciones.
También se han publicado varios visores interactivos para estos datos, entre ellos una visualización de música para la PlayStation 3 que se basa en los datos de textura.

### Blue Marble 2012

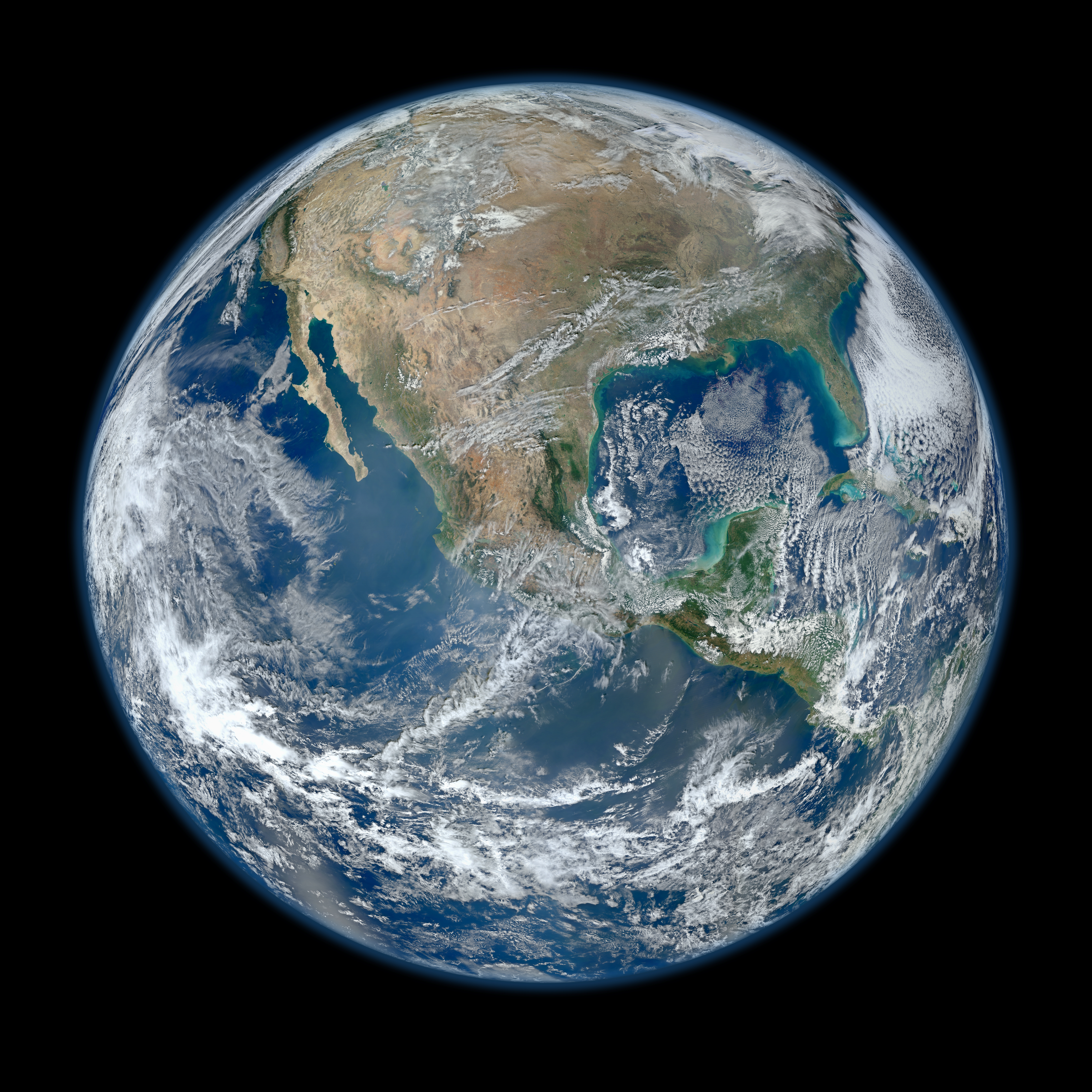
Blue Marble 2012 - una imagen de satélite compuesta.

El 25 de enero de 2012, la NASA publicó una imagen compuesta del hemisferio occidental de la Tierra titulada Blue Marble 2012. Robert Simmon es más notable por su visualización del hemisferio occidental. La imagen registró más de 3,1 millones de visitas en el sitio web de alojamiento de imágenes Flickr en la primera semana de su publicación. El 2 de febrero de 2012, la NASA publicó un complemento de esta nueva Blue Marble, que muestra una imagen compuesta del hemisferio oriental a partir de datos obtenidos el 23 de enero de 2012.
La imagen está compuesta por datos obtenidos por el instrumento Visible/Infrared Imager Radiometer Suite (VIIRS) a bordo del satélite Suomi NPP el 4 de enero de 2012. Los datos se obtuvieron a partir de seis órbitas de la Tierra por la central nuclear de Suomi durante un período de ocho horas. La imagen se creó utilizando una proyección en perspectiva cercana con el punto de visión situado a 2100 km por encima de 20° Norte por 100° Oeste. Esta proyección da lugar a una presentación de gran angular como la que se puede obtener con una lente de ojo de pez, y no incluye todo el hemisferio.

### Black Marble 2012

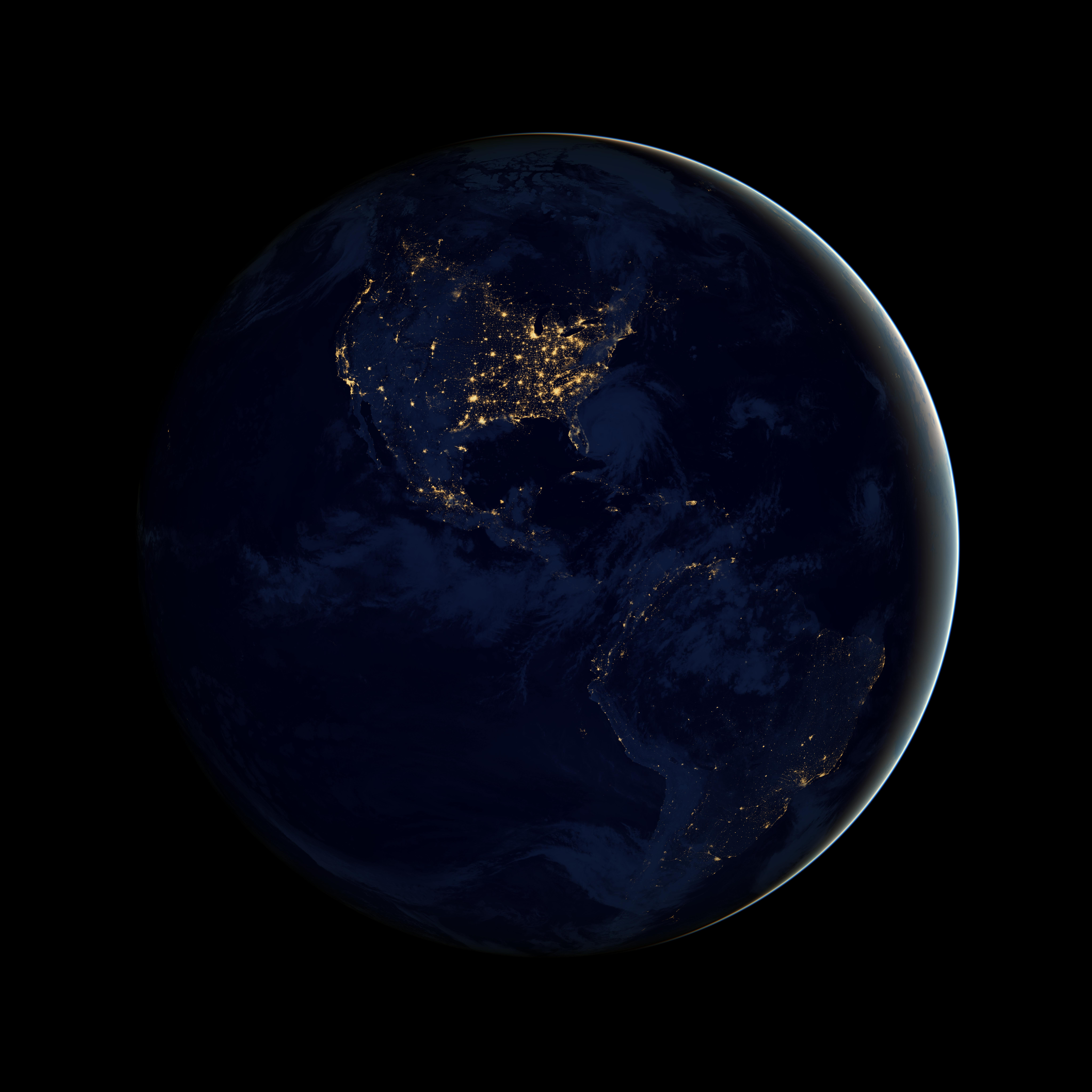
Black Marble – América del Norte y del Sur de noche, El huracán Sandy puede verse en la costa de Florida.

El 5 de diciembre de 2012, la NASA publicó una vista nocturna de la Tierra llamada Black Marble durante una reunión anual de científicos de la Tierra celebrada por la Unión Geofísica Americana en San Francisco. Las imágenes muestran toda la materia humana y natural que brilla y puede ser detectada desde el espacio. Los datos fueron adquiridos por el satélite Suomi NPP en abril y octubre de 2012 y luego fueron mapeados sobre las imágenes existentes de la Tierra Blue Marble para proporcionar una visión realista del planeta. El satélite Suomi NPP completó 312 órbitas y recogió 2,5 terabytes de datos para obtener una imagen clara de cada parcela de la superficie terrestre. Nombrado en honor al pionero de la meteorología por satélite Verner Suomi, el satélite sobrevuela cualquier punto de la superficie terrestre dos veces al día y vuela 824 km por encima de la superficie en una órbita polar.
Las vistas nocturnas se obtuvieron con la "banda diurna-noche" del nuevo satélite, el Visible Infrared Imaging Radiometer Suite (VIIRS), que detecta la luz en una gama de longitudes de onda que van del verde al infrarrojo cercano, y utiliza técnicas de filtrado para observar señales tenues como las luces de la ciudad, las llamaradas de gas, las auroras, los incendios forestales y la luz de la luna reflejada. Las auroras, los incendios y otras luces parásitas se han eliminado en el caso de las imágenes de Black Marble (la "Canica Negra") para resaltar las luces de la ciudad. Las imágenes se han utilizado para estudiar la distribución espacial de la actividad económica, para seleccionar emplazamientos para observatorios astronómicos y para supervisar las actividades humanas en torno a las áreas protegidas.

### DSCOVR

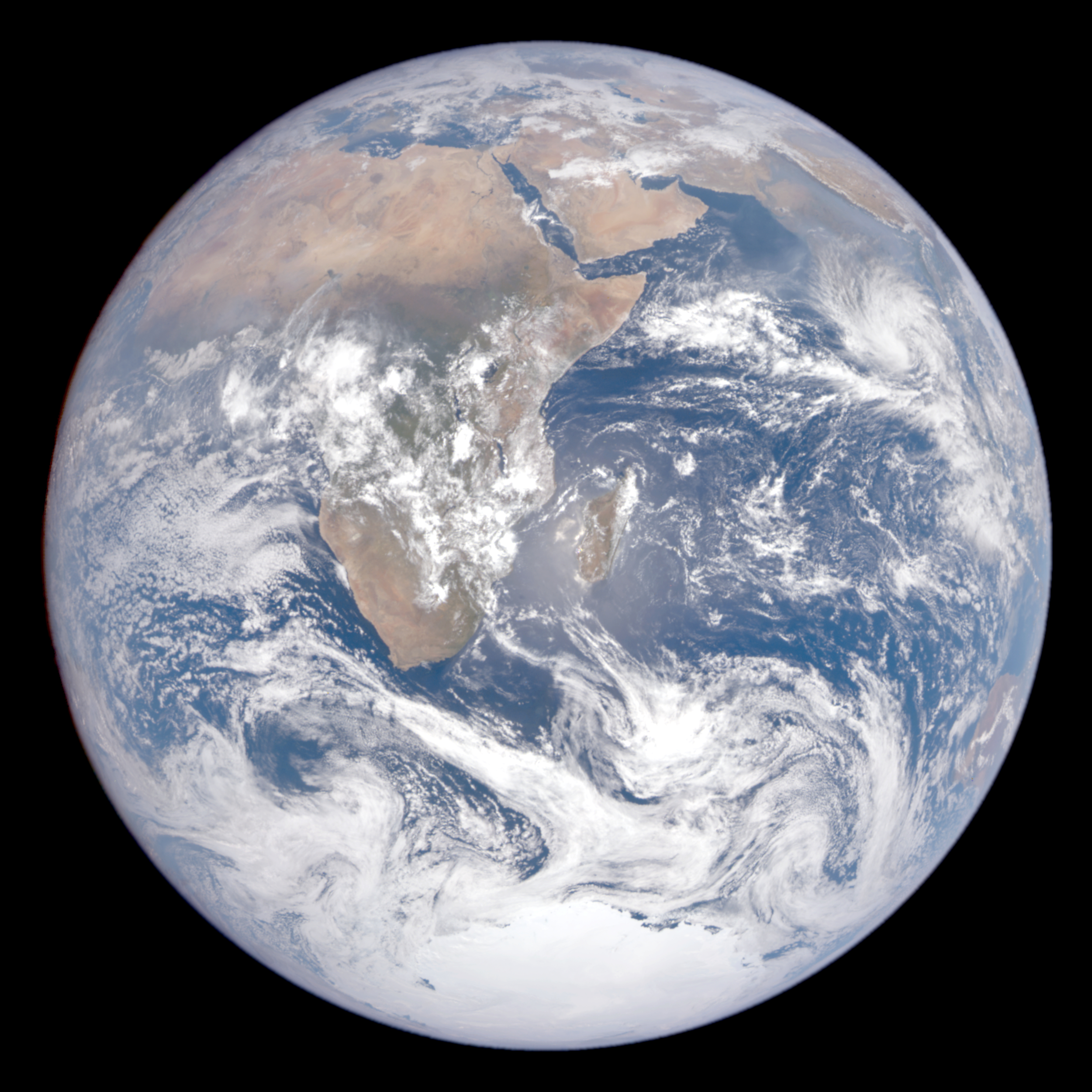
Una imagen con corrección de color de la Tierra tomada por el satélite DSCOVR el 7 de diciembre de 2022 exactamente 50 años después de la imagen original de Blue Marble.

El 21 de julio de 2015, la NASA publicó una nueva fotografía de Blue Marble tomada por el Deep Space Climate Observatory (DSCOVR). La imagen fue tomada el 6 de julio de 2015. La fotografía, del hemisferio occidental, está centrada en América Central. El oeste de los Estados Unidos, México y el Caribe son visibles, pero gran parte de América del Sur está oculta bajo una capa de nubes. Groenlandia se puede ver en el borde superior de la imagen.
El equipo científico de EPIC planea cargar 13 nuevas imágenes en color por día en su sitio web. El balance de color se ha ajustado para aproximarse a una imagen que podría verse con el ojo humano promedio. Además de las imágenes, la información científica se cargará a medida que esté disponible después de que se complete la calibración en vuelo. La información científica será la cantidad de ozono y aerosoles, la reflectividad de las nubes, la altura de las nubes y la información sobre la vegetación. El instrumento EPIC observa la Tierra desde el amanecer en el oeste hasta el atardecer en el este de 12 a 13 veces al día, mientras la Tierra gira a 15 grados de longitud por hora. Claramente visibles son las tormentas que se forman sobre los océanos Atlántico y Pacífico, grandes "ríos de nubes" que se mueven lentamente, penachos de aerosol de polvo de África, el reflejo del sol en los océanos, huellas de escape de barcos en las nubes, ríos y lagos, y los variados patrones de la superficie terrestre, especialmente en los desiertos africanos. La resolución espacial de las imágenes en color es de unos 10 km (6 millas), y la resolución de los productos científicos será de unos 20 km (10 millas). Una vez cada tres meses se obtienen imágenes lunares iguales a las vistas desde la Tierra durante nuestra Luna llena. En ocasiones, la otra cara de la Luna aparecerá en las imágenes de la Tierra cuando la Luna cruce frente a la Tierra.

### Luces de la noche de la Tierra – 2016
Imagen compuesta que muestra las luces de la Tierra de noche en visión de 2016. Los técnicos de fotomontaje seleccionaron las noches con las condiciones menos nubladas durante un mes sobre cada masa de tierra. El equipo también ha reprocesado datos de 2012 con esta nueva técnica para que los investigadores puedan comparar fuentes de luz en estudios multitemporales. A finales de 2017 se espera que se entreguen vistas de la Tierra de noche en alta definición con periodicidad diaria.

## Usos
- Esta imagen se utiliza en la bandera de la Tierra, que no es oficial.
- Una versión monocromática e invertida de esta foto hace de emblema de Mother, franquicia RPG de Nintendo.[34]